# ظل (مسلسل)
ظل مسلسل تلفزيوني لبناني أنتج وعُرض في سنة 2022 خلال شهر رمضان، من إخراج محمود كامل، وتأليف زهير رامي الملا، ومن بطولة جمال سليمان، عبد المنعم عمايري، يوسف الخال، جيسي عبدو وكندة حنا.

## قصة المسلسل
خيوط عدة تتشابك، حيث يترك قيس عمله في المحاماه لعدم تحمله السكوت عن الظلم، في الوقت ذاته يستغل جلال القانون من أجل مصالحه الشخصية، وعلى الجهة الأخرى يحاول جبران مصمم الأزياء العالمي تجاوز أزمته بعد انتحار حبيبته نواره.

## بطولة
- جمال سليمان (جبران)
- عبدالمنعم عمايري (جلال)
- يوسف الخال (قيس)
- جيسي عبدو (لجين)
- بياريت قطريب (أمل)
- كندة حنا (ألين)
- مي سحاب (نجوى)
- إيلي متري (رائد)
- وسام فارس (رافي)
- أنجو ريحان (ميادة)
- جهاد سعد (جودت/أدهم)
- رانيا عيسى (صبا)
- دارينا الجندي (دلال)
- خالد السيد (أبو نادر)
- منى كريم (والدة قيس)
- عصام مرعب
- طوني نصير (ضابط شرطة)
- أحمد درويش
- مهدي فخر الدين (إيلي)
- محمد فوعاني (نادر)
- شربل زيادة (سامر)
- ألين وطفة
- هادي شتت (مروان)
- ريموند عازار